# Junonia coenia
Castanheira (Junonia coenia) é uma espécie de borboleta pertencente à família Nymphalidae.